# Questa caudicirra
Questa caudicirra är en ringmaskart som beskrevs av Hartman 1966. Enligt Catalogue of Life ingår Questa caudicirra i släktet Questa och familjen Questidae, men enligt Dyntaxa är tillhörigheten istället släktet Questa och familjen Orbiniidae. Arten har ej påträffats i Sverige. Inga underarter finns listade i Catalogue of Life.